# Mjölnarens källa

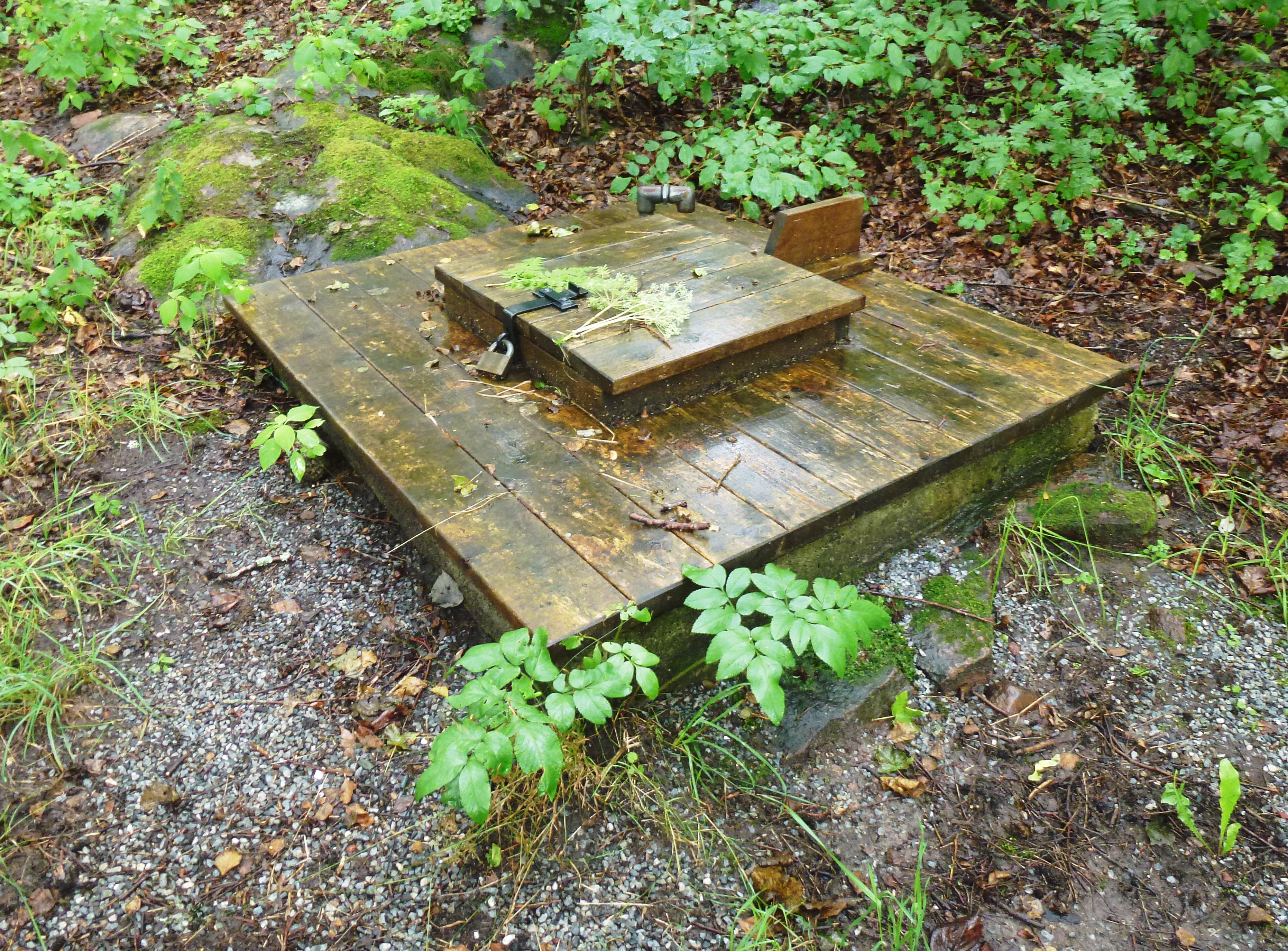
Mjölnarens källans överbyggnad, 2014.

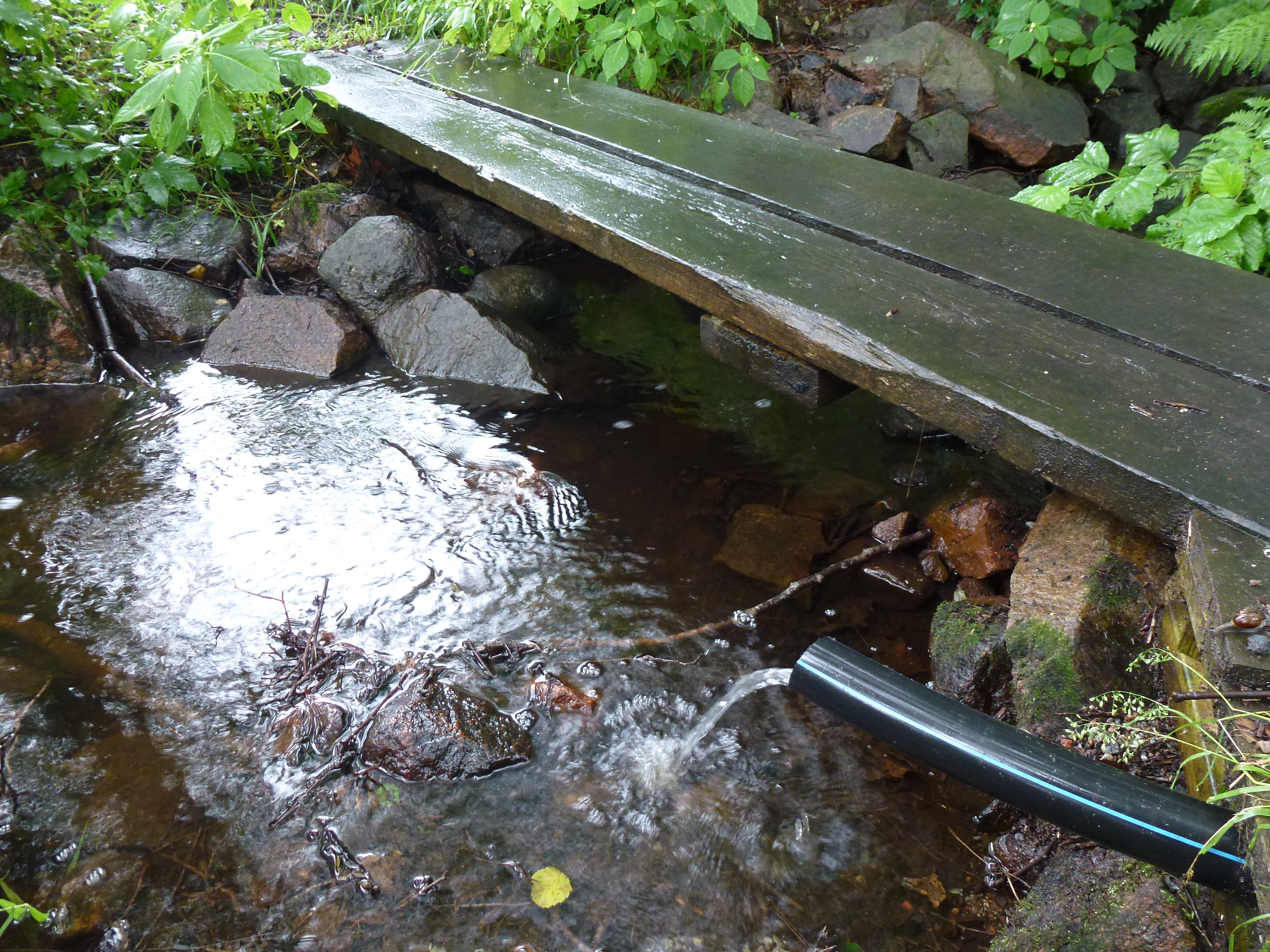
Mjölnarens källa och Kvarnbäcken, 2014.

Mjölnarens källa är en offerkälla vid Landsnora kvarn och såg i Sollentuna kommun.  Källan ansågs ha magiska krafter och kunde bota flera sjukdomar ”i synnerhet sjuka ögon”. Sollentuna Hembygdsförening tar vattenprov med jämna mellanrum. Vattnet är perfekt och kan drickas dagligen. Senaste rapporten är från 2021. Detta är en gammal rapport från 2007. Mer information om källan finns på Sollentuna Hembygdsförenings hemsida. Mjölnarens källa är ett fornminne med RAÄ-nummer Sollentuna 353:1.

## Beskrivning
Mjölnarens källa ligger mellan byggnaden för Landsnora kvarn och Edsviken och utgjorde ursprungligen mjölnarens kallkälla. Källan väller upp ur berget och mynnar i Kvarnbäcken. Källan är numera skyddad av en överbyggnad med ett lock och avrinningen till Kvarnbäcken sker via ett enkelt plaströr. Källan rinner mot norr, vilket enligt folktron gjorde vattnet hälsosamt och gav det magiska krafter. Enbart en källa vars vatten rinner mot norr dög till offerkälla. På trefaldighetsafton påstods att källan hade extra läkande krafter.
I ”Vidskepelser, vantro och huskurer i Danderyd och Lidingö vid år 1783” stor bland annat om Mjölnarens källa:
| ” | En källa som rinner mot åt norr har helsosammare vatten, än den som rinner åt annat väderstreck […] Nära Landsnora qvarn är en dylik källa, rinnande utur hälleberget, därifrån vatten hämtas till botande av åtskilliga sjukdomar, i synnerhet för sjuka ögon. | „ |

## Andra brunnar och källor i Stockholmstrakten
- Djurgårdsbrunn på Djurgården, bekant redan på 1500-talet
- Vårby källa i Vårby gård, Huddinge kommun
- Inverness brunn i Danderyds kommun
- Sandakällan i Nacka kommun
- Sankt Botvids källa i Botkyrka kommun
- Ugglevikskällan, en dricksvattenkälla i Lill-Jansskogen på Norra Djurgården
- Stockholms offentliga brunnar och pumpar